# Раджувула
Раджувула — індо-скіфський великий сатрап, який правив територіями Матхури у північній Індії близько 10 року нашої ери.